# Szaitó Akane
Szaitó Akane (齊藤 あかね; Hepburn: Saitō Akane) (Szaitama prefektúra, 1993. január 12. –) japán válogatott labdarúgó.

## Klub
A labdarúgást a TEPCO Mareeze csapatában kezdte. 2011-ben az Urawa Reds csapatához szerződött. 2015-ben az AC Nagano Parceiro csapatához szerződött.

## Nemzeti válogatott
A japán U17-es válogatott tagjaként részt vett a 2008-as U17-es világbajnokságon. A japán U20-as válogatott tagjaként részt vett a 2010-es U20-as világbajnokságon.
2011-ben debütált a japán válogatottban. A japán válogatottban 1 mérkőzést játszott.

## Statisztika
| Japán válogatott | Japán válogatott | Japán válogatott |
| Időszak          | Mérk.            | gól              |
| ---------------- | ---------------- | ---------------- |
| 2011             | 1                | 0                |
| Összesen         | 1                | 0                |

## Sikerei, díjai
Klub
- Japán bajnokság: 2014